# 萨维尼 (芒什省)
萨维尼（法語：Savigny，法語發音：[saviɲi] ⓘ）是法国芒什省的一个市镇，属于库唐斯区。

## 地理
萨维尼（49°2'59"N, 1°20'20"W）面积10.16 平方千米，位于法国诺曼底大区芒什省，该省份为法国西北部沿海省份，西、北、东北三面环大西洋，东起顺时针与卡爾瓦多斯省、奧恩省、马耶讷省和伊勒-维莱讷省接壤。
与萨维尼接壤的市镇（或旧市镇、城区）包括：贝尔瓦勒、卡姆图尔、康普龙、勒洛雷、蒙潘雄、乌维尔。

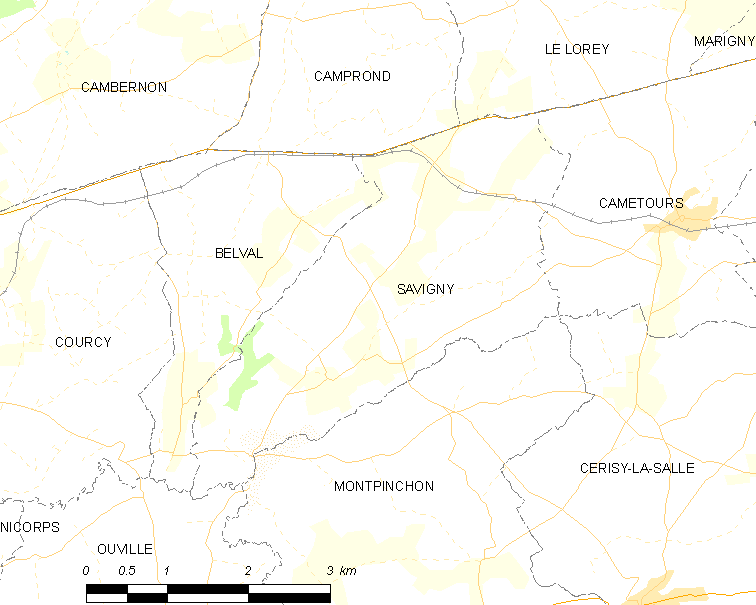
的OSM定位图

萨维尼的时区为UTC+01:00、UTC+02:00（夏令时）。

## 行政
萨维尼的邮政编码为50210，INSEE市镇编码为50569。

## 政治
萨维尼所属的省级选区为谢讷河畔凯特勒维尔县。

## 人口

1962-2008年间人口变化图示

萨维尼于2022年1月1日时的人口数量为433人。